# 沙坪镇 (雅安市)
沙坪镇，是中华人民共和国四川省雅安市雨城区曾经下辖的一个镇。2019年12月，撤销沙坪镇，将其所属行政区域划归望鱼镇管辖。

## 行政区划
沙坪镇撤销前下辖以下地区：
四方村、景春村、大溪村、四岗村、毛楠村、规划村和中坝村。